# نادي حرثا
نادي حرثا الرياضي هو نادي كرة قدم أردني مقره في منطقة حرثا، الأردن. , ويشارك حالياً في دوري الدرجة الثانية الأردني، وهو المستوى الثالث لكرة القدم الأردنية. كانت بداية النادي عام 1980 في قرية حرثا بترخيص من وزارة الشباب في ذلك الوقت، حيث مارس نشاطاته المختلفة الثقافية والاجتماعية والرياضية.
في البداية كان مقر النادي في مبنى بلدية حرثا، وفي عام 1989 وبجهود رئيس النادي شخصيا وبدعم المجتمع المحلي تم توفير قطعة أرض مساحتها خمسة دونمات، وبنفس الجهود ذاتها تم إقامة بناء مكوّن من صالات ومكاتب ومطبخ ووحدات صحية، وتم افتتاح مقر النادي الجديد في عام 1995 تحت رعاية سمو الأميرة سمية بنت الحسين المعظمة

## تاريخه
يستضيف نادي حرثا لكرة القدم مجموعة متنوعة من الفرق الرياضية، بما في ذلك كرة القدم، ولكن لديه أيضًا تاريخ غني مع كرة اليد النسائية.
في 6 يوليو 2009، استقال شامان عبيدات من منصبه كمدير فني لنادي حرثا، بعد الخسارة التي تعرض لها فريقه أمام نادي الشيخ حسين في دوري الدرجة الثانية الأردني. في 3 نوفمبر 2015، عين نادي حرثا اللاعب السابق ثابت عبيدات بمنصب مدير النادي.
خلال موسم دوري الدرجة الثانية الأردني 2017، شجع رئيس نادي حرثا محمود عبيدات جماهير نادي حرثا على دعم النادي، خاصة وأن الفريق كان الأقل دعماً مالياً بين أندية الدوري.
في 5 أغسطس 2022، تعرض النادي للإهمال، مما أثار مخاوف تتعلق بالصحة والسلامة لأولئك الذين يلعبون على أرض الملعب. وبقي على ذلك حتى 15 مارس 2023.  وفي 16 سبتمبر/أيلول 2023، قامت بلدية الكفارات أخيراً بإزالة السياج المتهالك المحيط بالملعب، وخططت لزراعة الأشجار في مكانه. كانت هناك حاجة إلى مزيد من الصيانة للمنطقة اعتبارًا من 28 يناير 2024. شارك نادي حرثا في بطولة كأس الأردن لكرة القدم 2023–24، والتي خسرها بنتيجة 8-0 أمام نادي الفيصلي الأردني.

## الرياضات

### كرة اليد للسيدات
يمتلك النادي فريق كرة يد نسائي من سنة1997، ويلعب ضمن فريق الاتحاد حيث أحرز لقب بطل الأردن من سنة 1997 ولغاية هذا التاريخ، حيث ظفر الفريق بكافة الالقاب والبطولات خلال الفترة الماضية حتى الان ويحتفظ باللقب وصولجان الزعامة وكذلك بطل كأس سمو الأميرة سميّة بنت الحسين، وفي عام 2005 قام النادي بتجهيز فريق كرة يد نسائي ناشئات لرفد لاعبات الفريق الاول، وتم تسجيل هذا الفريق لدى الاتحاد رسميا، حيث شارك فريقنا النسائي في البطولات العربية باسم الاردن وحصل على مراكز متقدمة في معظم البطولات التي شارك فيها على الصعيدين المحلي والخارجي.

### كرة الطاولة
تم الانتساب الى اتحاد كرة الطاولة في عام 1995 بفريق واحد شباب ضمن صفوف اندية الدرجة الثالثة وتم الصعود الى الدرجة الثانية، والأولى ولعدم توفر الامكانيات المادية تم تجميد هذا الفريق. وفي عام 2006 تم الانتساب الى الاتحاد نفسه بفريق شباب وتم الحصول على المركز الثالث ضمن صفوف اندية الدرجة الثالثة، وفي عام م2007 تم المشاركة في ثلاثة فرق الأول شباب والثاني ناشئين والثالث ناشئات.

## الروابط الخارجية
- نادي حرثا - Soccerway
- نادي حرثا - الاتحاد الاردني لكرة القدم
- نادي حرثا - كورة